# Stopplaats Zuiderzeestraatweg
Stopplaats Zuiderzeestraatweg (telegrafische code: zg) is een voormalige stopplaats aan de spoorlijn Hattem - Kampen Zuid, destijds aangelegd en geëxploiteerd door de Koninglijke Nederlandsche Locaalspoorweg-Maatschappij (KNLS). Het station lag ten westen van Hattem en ten noorden van Hattemerbroek, ongeveer ter hoogte van de Zuiderzeestraatweg, die met een viaduct werd overbrugd. De halte diende met name om bewoners van Hattemerbroek direct aansluiting te bieden op de spoorlijn Hattem - Kampen Zuid. Hattemerbroek had namelijk ernaast nog het station Hattemerbroek aan de spoorlijn Utrecht - Kampen. Aan de spoorlijn Hattem - Kampen Zuid werd de stopplaats voorafgegaan door station Hattem en gevolgd door stopplaats Zalk. Stopplaats Zuiderzeestraatweg werd geopend op 1 oktober 1913 en gesloten op 31 december 1933. Bij het station was een abri aanwezig.